# NGC 823
NGC 823 is een elliptisch sterrenstelsel in het sterrenbeeld Oven. Het hemelobject werd op 14 oktober 1830 ontdekt door de Britse astronoom John Herschel.

## Synoniemen
- IC 1782
- PGC 8093
- ESO 478-2
- MCG -4-6-5
- IRAS02050-2540